# Благовещенье (Вологодская область)
Благовещенье — деревня в Великоустюгском районе Вологодской области. Административный центр Марденгского сельского поселения и Марденгского сельсовета.
Расстояние до районного центра Великого Устюга по автодороге — 15,5 км. Ближайшие населённые пункты — Мосеев Починок, Тельтево, Коммуна.
По переписи 2002 года население — 474 человека (229 мужчин, 245 женщин). Преобладающая национальность — русские (99 %).
В деревне расположена церковь Благовещения — памятник архитектуры.